# Oxyura leucocephala

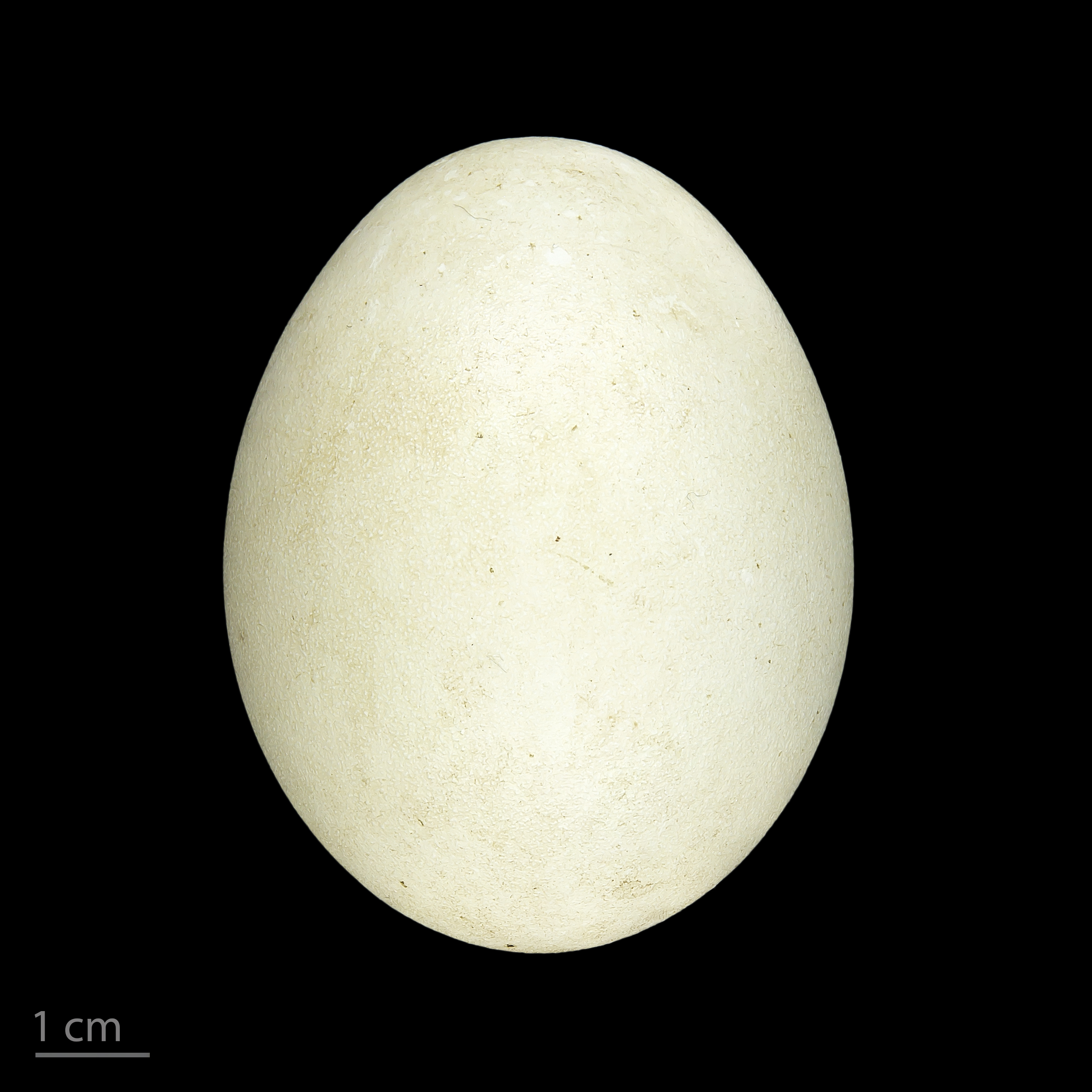
Oxyura leucocephala

Il gobbo rugginoso (Oxyura leucocephala, Scopoli, 1769), è un uccello della famiglia degli Anatidae.

## Descrizione
Ha una caratteristica livrea color ruggine, il capo per lo più bianco con vertice e parti inferiori nere.
il maschio sfoggia un grande becco di forma complessa che in stagione riproduttiva assume una brillante tinta turchese, mentre la femmina è meno rossiccia per ragioni mimetiche; la testa è per lo più marrone-nera, con una striscia sotto l'occhio e le parti inferiori del capo bianche.
Entrambi i sessi nuotano con una caratteristica postura, testa infossata, niente collo visibile, schiena fortemente arcuata, che è all'origine del nome italiano.
Sono in grado di tuffarsi e nuotare in immersione per lunghi periodi; sono onnivori, con una certa preferenza per il cibo di origine vegetale.
non amano camminare, data la posizione arretrata delle zampe, e volano solo quando costretti, preferendo cercare di portarsi in salvo a nuoto.

## Conservazione
L'attuale areale è limitato ad una grande area nell'Asia sudoccidentale e ad un'area mediterranea, ormai fortemente ridotta, con esemplari selvatici ridottisi ormai alla Spagna Meridionale (Andalusia), Italia (Veneto e Puglia) e Africa settentrionale. la popolazione della Spagna, sostenuta da una intelligente legislazione e campagna di protezione ha riportato il gobbo spagnolo da una popolazione stimata in 22 individui (1977) a circa 2700 nel 2001.
La minaccia alla conservazione di questi uccelli è dovuta principalmente alle seguenti cause:
1. distruzione/perdita dell'habitat: per effetto delle opere di prosciugamento/bonifica degli ambienti umidi poi ridestinati ad altri usi (es. agricoli);
2. degradazione dell'habitat: molte importanti zone umide, quando non distrutte, hanno tuttavia subito un'opera di degradazione per inquinamento legato ad attività antropiche (es. attività industriali, insediamenti civili, opere idrauliche, etc.);
3. introduzione del Gobbo della Giamaica (Oxyura jamaicensis): si tratta di una specie alloctona invasiva, sfuggita a un allevamento privato nel Gloucestershire nel 1940. L'ibridazione genetica, la competizione per l'habitat, e l'elevata capacità invasiva di quest'ultima specie, qualificano questo fattore come tra i più seri e critici per la conservazione del Gobbo rugginoso. Dal 2014[3] la politica UE al contrasto delle specie alloctone invasive dovrebbe porre un serio controllo a questa minaccia, per quanto tale politica sia spesso ostacolata dalle associazioni animaliste. Il quotidiano on-line The Scotsman al 31 luglio 2015 riportò la notizia dell'avvenuta eradicazione del Gobbo della Giamaica in Scozia (sembra che solo due maschi siano effettivamente sopravvissuti);[4]
4. attività venatoria: a causa dell'incredibile estrema inerzia alla fuga quando cacciato, il Gobbo rugginoso ha subito indubbiamente gli effetti della caccia, sia di quella non regolamentata da provvedimenti di protezione totale (o di prelievo sostenibile - caccia controllata), sia di quella illegale, giocando dunque un ruolo importante sul suo declino; la caccia non regolamentata in Andalusia al Gobbo rugginoso esercitata prima del 1978, è stata indubbiamente la principale causa del declino dell'anatide;
5. introduzione di altre specie animali: si riporta il caso delle lagune di Cordoba, in Spagna, ove l'introduzione della carpa nei bacini idrici avrebbe determinato un effetto negativo sulla disponibilità di risorse alimentari con conseguenti mutamenti ecologici;
6. avvelenamento da piombo: l'ingestione di pallini di piombo rinvenibili nei sedimenti delle zone umide in cui si esercitano attività ricreative quali la caccia e la pesca, può costituire causa di mortalità del Gobbo rugginoso, come di altri anatidi; tuttavia, relativamente alla caccia, la regolamentazione di diversi Paesi, compresa l'Italia, vieta già da molti anni l'uso di munizioni contenenti piombo per la caccia nelle zone umide;
7. intrappolamento nelle reti da pesca;
8. eventi bellici: non è noto quanto la guerra del Nagorno Karabakh in Azerbaigian (primi anni '90) abbia influito sulle popolazioni di Gobbo rugginoso esistenti presso il Lago di Ağgöl, assai vicino alle zone di guerra.